# لؤي الأسعد
لؤي فؤاد بك الأسعد (1933) شاعر وأديب سوري. ولد في مدينة حلب ونشأ بها. حصل على الثانوية العامة من بيروت. عمل مدرّسًا للفنون وفنّانًا تشكيليًا وناقدًا فنّيًا وأدبيا. يعد من رواد الحداثة الشعرية في حلب. وهو عضو مؤسس في اتحاد الكتاب العرب ويعد الاخ الاصغر للشاعر والاديب الدبلوماسي الدكتور أبو الهدى الأسعد. 

## سيرته
ولد لؤي فؤاد الأسعد سنة 1352 هـ/ 1933 م في مدينة حلب ونشأ بها. درس بمدرسة الفريرات الفرنسية‌ أولًا ثم انتسب إلى المدرسة الابتدائية، ودرس في الكلية الاميركية بحلب (معهد حلب العلمي) للمرحلة الإعدادية لعدة سنوات، انتقل بعدها إلى بيروت حيث نال شهادة البكالوريا . عمل مدرّسًا للتربية الفنية، كما عمل فنانًا تشكيليًا وناقدًا فنّيًا وأدبيا. هو عضو مؤسس في اتحاد الكتاب العرب. 

ظهرت موهبته الأدبية وهو في سن الثانية عشرة. وقد نشر أولى قصائده وهو طالب بالمرحلة الثانوية في المجلات السورية واللبنانية الكويتية من اشهرها مجلة الأديب والبيان .وقد كتب إلى جانب الشعر، المقالة الأدبية والسيرة الذاتية.ممن تحدثوا عن شعره: علي الزيبق في محاضرة أسماها:أدباء حلب رفعه فيها إلى مصاف الرواد الذين بدأوا الحداثة الشعرية في حلب.

كرّمه اتحاد الكتاب العرب بدورته 46 في يناير 2015 . 

## مؤلفاته
- الأسرار في مدار الهموم، ديوان شعري، 1983
- معلقة سياسية لحزن بلا ظل، 2000
- الأريج الدامي، 2000

## وصلات خارجية
- في موقع أرشيف المجلات